# Liste der Biografien/Bely
Liste der Biografien |
Portal Biografien |
Personensuche
# |
A |
B |
C |
D |
E |
F |
G |
H |
I |
J |
K |
L |
M |
N |
O |
P |
Q |
R |
S |
T |
U |
V |
W |
X |
Y |
Z |
?
 
Ba |
Be |
Bd |
Bg |
Bh |
Bi |
Bj |
Bl |
Bm |
Bn |
Bo |
Br |
Bs |
Bu |
Bw |
By |
Bz
 
Bea–Beb |
Bec |
Bed |
Bee |
Bef |
Beg |
Beh |
Bei |
Bej |
Bek |
Bel |
Bem |
Ben |
Beo |
Bep |
Beq |
Ber |
Bes |
Bet |
Beu |
Bev |
Bew |
Bex |
Bey |
Bez
 
Bela |
Belb |
Belc |
Beld |
Bele |
Belf |
Belg |
Belh |
Beli |
Belj |
Belk |
Bell |
Belm |
Beln |
Belo |
Belp |
Belq |
Belr |
Bels |
Belt |
Belu |
Belv |
Belw |
Bely |
Belz
Die Liste der Biografien führt alle Personen auf, die in der deutschsprachigen Wikipedia einen Artikel haben. Dieses ist eine Teilliste mit 12 Einträgen von Personen, deren Namen mit den Buchstaben „Bely“ beginnt.

## Bely
- Bely, Anatoli Alexandrowitsch (* 1972), russischer Schauspieler
- Bely, Andrei (1880–1934), russischer Dichter und Theoretiker des SymbolismusAndrei Bely (1880–1934)

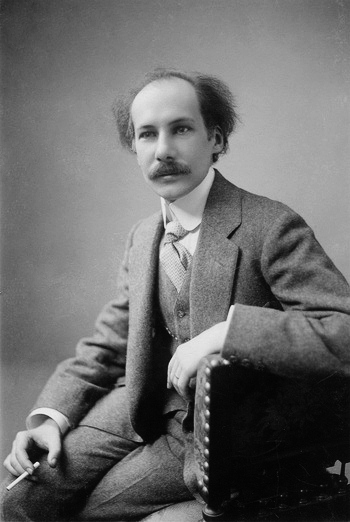
Andrei Bely (1880–1934)

- Bely, Gennadi Wladimirowitsch (1951–2001), sowjetischer Mathematiker

### Belya
- Belyalova, Leyla (* 1957), usbekische Wissenschaftlerin und Ökologin

### Belyc
- Belych, Grigori Georgijewitsch (1906–1938), sowjetischer Schriftsteller
- Belych, Ljubov (* 1961), russische Malerin
- Belych, Nikita Jurjewitsch (* 1975), russischer Oppositionspolitiker und Vorsitzender der Partei SPS
- Belych, Sergei Walerjewitsch (* 1990), russischer Straßenradrennfahrer

### Belye
- Belye, Beneyam (* 1998), äthiopischer Fußballspieler
- Belyea, Helen (1913–1986), kanadische Geologin

### Belyt
- Belytschko, Ted (1943–2014), US-amerikanischer Ingenieur

### Belyz
- Belyzel, Najoua (* 1981), französische Sängerin